# Ledra gibba
Ledra gibba är en insektsart som beskrevs av Walker 1851. Ledra gibba ingår i släktet Ledra och familjen dvärgstritar. Inga underarter finns listade i Catalogue of Life.